# Ferrocarril Urbano de Iquique
El Ferrocarril Urbano de Iquique fue un sistema de tranvías, inicialmente a tracción animal y posteriormente a gasolina, existente en la ciudad homónima entre 1886 y 1930.

## Historia
Poco después del final de la Guerra del Pacífico, en 1886 se inició la construcción del sistema de tranvías a tracción animal —también denominados «carros de sangre»— en Iquique con los primeros 8 km de vías. Los estatutos de la empresa denominada «Ferrocarril Urbano de Iquique» fueron aprobados el 24 de diciembre de 1886, y se declaró legalmente instalada el 25 de julio de 1887.
El crecimiento de la red de tranvías iquiqueños fue notorio: en 1901 la empresa ya poseía 26 carros y 16 km de vías. En 1903 la empresa contrataba a 75 hombres y 40 mujeres, presentando 30 carros y 17 km, mientras que en 1909 poseía 139 trabajadores —86 hombres y 18 mujeres chilenas, y 26 hombres y 9 mujeres extranjeras— con un total de 40 carros, y en 1919 poseía 41 carros y 145 personas contratadas —130 hombres y 15 mujeres—.
El 15 de abril de 1907 se declaró una huelga de los conductores de los tranvías de Iquique, la cual se extendió por varios días interrumpiendo los servicios habituales. Hacia 1908 el administrador del Ferrocarril Urbano de Iquique era Julio Isaacs.
El 19 de abril de 1916 la empresa ordenó a J.G. Brill en Filadelfia la construcción de 4 tranvías con tracción mediante baterías, los cuales arribaron a Iquique en los años siguientes. Hacia 1918 tres cuartas partes de las acciones del tranvía estaban en manos de la Compañía de Alumbrado de Iquique. Hacia 1921 la red poseía un total de 29 km de vías, 41 carros y 169 animales.
William Rodney Long señala que hacia 1930 la empresa estaba en proceso de liquidación, por lo que los tranvías dejaron de circular durante dicho año debido a la competencia que apareció tras el surgimiento de los autobuses y góndolas, y que el principal accionista de la empresa era el inglés David Richardson; también la totalidad de los carros a tracción animal habían sido dados de baja y reemplazados por carros a gasolina durante los años 1920.

## Trazado
El trazado de los tranvías en Iquique fue bastante complejo, ya que estos circulaban por distintas calles tanto del centro como la periferia de la ciudad. Uno de los recorridos más conocidos del Ferrocarril Urbano de Iquique era el que realizaba hasta el sector de la Península de Cavancha; incluso en dicho sector existieron vestigios de los rieles durante varios años luego del cierre del sistema, razón por la cual existe una calle denominada «Calle El Riel».
Las calles con orientación norte-sur por las que circulaban los tranvías eran Baquedano, Luis Uribe, Vivar, Amunátegui, Juan Martínez y 18 de Septiembre; mientras que las vías con orientación este-oeste eran Matadero (Videla), Sotomayor, Esmeralda, Bolívar, San Martín, Serrano, Thompson, Sargento Aldea, Orella y Riquelme.
La estación principal del ferrocarril urbano se encontraba en la manzana comprendida por las calles Vivar, José Miguel Carrera, Barros Arana y la Costanera. Frente a ella se encontraba una tornamesa que permitía el retorno de los carros hacia el centro de la ciudad, y también servía como lugar de trasbordo para los pasajeros que se dirigían a Cavancha.

## Pasajeros movilizados

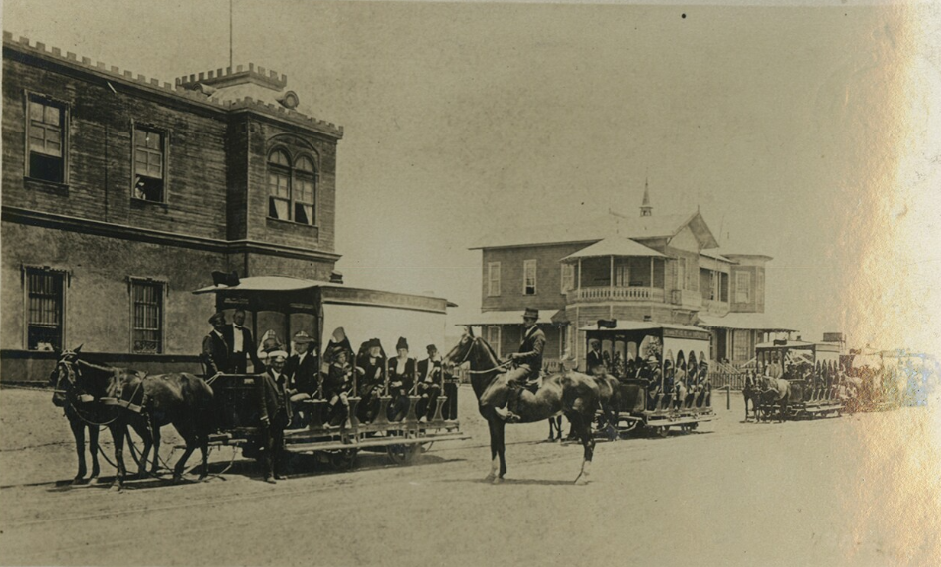
Tranvías del Ferrocarril Urbano de Iquique (c. 1910).

| Año  | Pasajeros |
| ---- | --------- |
| 1903 | 2 745 956 |
| 1909 | 2 441 065 |
| 1919 | 2 871 884 |
| 1921 | 2 358 455 |
| 1922 | 2 112 385 |
| 1923 | 1 240 750 |